# سلطان العنزی
سلطان العنزی (انگلیسی: Sultan Al Enezi؛ زادهٔ ۲۹ سپتامبر ۱۹۹۲) بازیکن فوتبال اهل کویت است.
از باشگاه‌هایی که در آن بازی کرده‌است می‌توان به باشگاه ورزشی القادسیه کویت اشاره کرد.
وی همچنین در تیم ملی فوتبال کویت بازی کرده‌است.